# Eder Castañeda
Eder Castañeda Botia (Cúcuta, Norte de Santander, Colombia, 22 de julio de 1992) futbolista colombiano.  defensa.

## Clubes
| Club                 | País     | Año         |
| -------------------- | -------- | ----------- |
| Deportes Quindío     | Colombia | 2011 - 2013 |
| Deportivo Pereira    | Colombia | 2014        |
| América de Cali      | Colombia | 2015        |
| Atlético Huila       | Colombia | 2015 - 2016 |
| América de Cali      | Colombia | 2016 - 2018 |
| Junior               | Colombia | 2018        |
| Deportivo Pasto      | Colombia | 2019        |
| Atlético Bucaramanga | Colombia | 2020        |

## Palmarés

### Campeonato Nacionales
| Título              | Club            | País     | Año  |
| ------------------- | --------------- | -------- | ---- |
| Primera B           | América de Cali | Colombia | 2016 |
| Torneo Finalización | Junior          | Colombia | 2018 |